# Норберт Вінер
Но́рберт Ві́нер (англ. Norbert Wiener; 26 листопада 1894, Коламбія, Міссурі — 19 березня 1964, Стокгольм) — американський математик-теоретик і прикладний математик.
Творець основ кібернетики, пов'язаних із теорією інформації та теорією керування («батько кібернетики»). Праці з теорії імовірностей та ін.

## Життєпис
Норберт Вінер народився в єврейській сім'ї. Батьки матері, Берти Кан, були вихідцями з Німеччини. Батько науковця, Лео Вінер (1862—1939), вивчав медицину у Варшаві і інженерну справу в Берліні, а після переїзду в США став у результаті професором на кафедрі слов'янських мов і літератури в гарвардському університеті.
В 4 роки Вінер вже був допущений до батьківської бібліотеки, а в 7 років написав свій перший науковий трактат по дарвінізму.
Норберт здобув домашню освіту й не навчався в загальній середній школі. Проте в 11 років від народження він вступив до престижного Тафт-коледжу, який закінчив з відзнакою вже через три роки здобувши ступінь бакалавра мистецтв.
У 18 років Норберта Вінера зараховано доктором наук за фахом «математична логіка» в Корнелльському і Гарвардському університетах. У дев'ятнадцятирічному віці доктор Вінер був запрошений на кафедру математики Массачусетського технологічного інституту.
В 1913 році молодий Вінер починає свою подорож Європою, слухає лекції Б. Рассела і Г. Харді в Кембриджі і Д. Гільберта в Геттінгені. Після початку війни він повертається до Америки. Під час навчання в Європі майбутньому «батьку кібернетики» довелося спробувати свої сили в ролі журналіста біля університетської газети, випробувати себе на педагогічному терені, прослужити пару місяців інженером на заводі.
В 1915 році він намагався потрапити на фронт, але не пройшов медкомісію через поганий зір.
З 1919 року Вінер стає викладачем кафедри математики Массачусетського технологічного інституту.
У 20-30 роках він знов відвідує Європу. В теорії радіаційної рівноваги зірок з'являється рівняння Вінера — Гопфа. Він читає курс лекцій в пекінському університеті Цинхуа. Серед його знайомих — Н. Бор, М. Борн, Ж. Адамар та інші відомі науковці.
В 1926 році одружився з Маргарет Енгерман.
Перед другою світовою війною Вінер став професором Гарвардського, Корнелльського, Колумбійського, Браунівського, Геттінгенського університетів, отримав у власне неподільне володіння кафедру в Массачусетському інституті, написав сотні статей з теорії ймовірностей і статистики, про ряди і інтеграли Фур'є, з теорії потенціалу і теорії чисел, з узагальненого гармонічного аналізу.
Під час Другої світової війни він працює над математичним апаратом для систем наведення зенітного вогню (детерміновані та стохастичні моделі організації та управління американськими силами протиповітряної оборони). Він розробив нову дієву ймовірнісну модель управління силами ППО.
«Кібернетика» Вінера побачила світ в 1948 році. Повна назва головної книги Вінера — «Кібернетика, або управління і зв'язок у тварині та машині».
За декілька місяців до смерті Норберт Вінер був вшанованим Національною науковою медаллю, вищою науковою нагородою в Америці. На урочистих зборах, присвячених цій події, президент Джонсон промовив: «ваш внесок в науку на подив універсальний, ваш погляд завжди був абсолютно оригінальним, ви — приголомшливе втілення симбіозу чистого математика і прикладного науковця». При цих словах Вінер зворушливо втерся носовою хустинкою.
Норберт Вінер помер 18 березня 1964 року в Стокгольмі.

## Нагороди
Отримав п'ять наукових нагород (у тому числі й Національну премію у сфері науки, вручену йому президентом США) і три почесні докторські ступені.

## Публікації

### Наукові
- Я — математик

### Художні
Написав дві книги про своє життя: «Колишній вундеркінд» (англ. Ex-Prodigy: My Childhood and Youth. MIT Press,1953.) і «Я — математик» (англ. I am a Mathematician. MIT Press, 1956.), які містять цікаві відомості про становлення Вінера як ученого.
- Голова (англ. The Brain. Tech Engineering News, 1952), фантастичне оповідання, видане під псевдонімом В. Норберт.
- Спокусник (англ. The Tempter. Random House, 1959), роман.